# باب‌کوک اینترنشنال
باب‌کوک اینترنشنال (به انگلیسی: Babcock International) شرکت مهندسی هسته‌ای، نظامی و هوافضایی بریتانیایی است، که در زمینه طراحی و اجرای زیرساخت‌های امنیتی و نظامی، ساخت تجهیزات دفاعی، مدیریت دارایی‌ها و اجرای پروژه‌های زیست‌محیطی فعالیت می‌کند.
شرکت باب‌کوک در سال ۱۸۹۱ میلادی توسط شرکت آمریکایی باب‌کوک اند ویلکاکس تأسیس شد و هم‌اکنون کارخانجات تولیدی آن در اروپا، آفریقا، آمریکای شمالی و استرالیا مستقر می‌باشد و دامنه گسترده‌ای از خدمات را به شرکت‌های خصوصی و نهادهای دولتی ارائه می‌دهد و به‌عنوان پیمانکار اصلی وزارت دفاع بریتانیا، نیروی دریایی پادشاهی بریتانیا و شبکه راه‌آهن انگلستان محسوب می‌شود.
شرکت باب‌کوک اینترنشنال در سال ۲۰۱۸ در رتبه ۴۱ از فهرست بزرگترین پیمانکاران صنایع دفاعی جهان قرار گرفت، همچنین اکنون پس از شرکت‌های بی‌ای‌ئی سیستمز و رولز-رویس به‌عنوان سومین تولیدکننده تجهیزات دفاعی بریتانیا شناخته می‌شود. دفتر مرکزی این شرکت در شهر لندن قرار دارد و بخشی از سهام آن در بازار بورس لندن معامله می‌شود.